# Mota Atma
Mota Atma es la vigésimo octava banda sonora compuesta por el grupo alemán de música electrónica Tangerine Dream. Publicada en abril de 2003 por el sello TDI se trata de la música compuesta para la película documental homónima.
AllMusic indica en su crítica del álbum que "la canción más interesante es «Snow On Angels Feather» una de las canciones mejor elaboradas del repertorio de Tangerine Dream. Que sean capaces de sorpresas como esta es una esparanzadora señal de que Tangerine Dream no corre el riesgo de perder el pulso."

## Producción
Mota Atma es una película documental, coproducción entre Japón y Estados Unidos, de la que sin embargo no existe constancia de su estreno comercial. La banda sonora fue grabada en los estudios Pinnacle de Londres. Aunque inicialmente el álbum estuviera acreditada a cargo de Edgar y Jerome Froese, práctica habitual de acreditación de los álbumes publicados en la etapa que Tangerine Dream estaba conformado por ambos, en sucesivas reediciones se desveló que la autoría de las canciones correspondía únicamente a Edgar Froese.

## Lista de canciones
| N.º   | Título                    | Escritor(es) | Duración |  |
| 1.    | «The Courage To Lose»     | Edgar Froese | 8:03     |  |
| 2.    | «For The Summit Only»     | Edgar Froese | 7:57     |  |
| 3.    | «No Pleasure No Pain»     | Edgar Froese | 5:52     |  |
| 4.    | «Royal Way Of Privacy»    | Edgar Froese | 8:38     |  |
| 5.    | «Phoenix Burning»         | Edgar Froese | 7:35     |  |
| 6.    | «Prophet In Chains»       | Edgar Froese | 7:43     |  |
| 7.    | «Snow On Angels Feather»  | Edgar Froese | 5:34     |  |
| 8.    | «A Fair Days Wage»        | Edgar Froese | 8:09     |  |
| 9.    | «Brain Offender»          | Edgar Froese | 5:53     |  |
| 10.   | «A Day In Liberty Valley» | Edgar Froese | 5:37     |  |
| 71:01 |                           |              |          |  |

## Personal
- Edgar Froese - instrumentación y diseño gráfico
- Jerome Froese - instrumentación
- Debbis Miller - ingeniería de grabación
- Bob Burrel - supervisor musical
- Yazu Imo - productor ejecutivo
- Hiro Yamashta - documentación
- Mara Tora - fotografía